# Ramazan Şahin
Ramazan Şahin vlastním jménem Ramadzan Irbajchanov (rusky Рамадзан Ирбайханов), (* 8. července 1983 v Chasavjurtu, Sovětský svaz) je bývalý ruský zápasník volnostylař čečenského původu, který od roku 2007 reprezentoval Turecko. V roce 2008 získal zlatou olympijskou medaili.

## Sportovní kariéra
Zápasení se začal věnovat ve 12 letech v rodném Chasavjurtu. V rámci Ruské federace zápasil za Dagestán na amatérských turnajích a na ruskou reprezentaci neměl pomyšlení. V roce 2005 jeho strýc Isak Irbajchanov dostal nabídku z Turecka vést zápasnickou sekci istanbulského sportovního klubu Büyükşehir (Istanbul BB SK). V rámci soutěžení klubů mu šel do Istanbulu pomoct. V klubu již působil jako trenér bývalý čečenský zápasník, olympijský medailista Adem Bereket, pod jehož vedením začal brzy koketovat s myšlenou startu za tureckou reprezentaci. Koncem roku 2006 obdržel turecké občanství. V rámci urychlení mu turecké příjmení propůjčil tehdejším ministr sportu Mehmet Ali Şahin. V roce 2007 měl raketový vstup do sezony. Na titul mistra světa navázal v roce dalším zlatou olympijskou medaili na olympijských hrách v Pekingu, když ve vyrovnaném finále porazil Ukrajince Andrije Stadnyka. Zlatá olympijská medaile mu vynesla doživotní rentu a zároveň vzala chuť do další práce. V roce 2012 se ještě dokázal kvalifikovat na olympijské hry v Londýně, ale konečné 5. místo bylo spíše výsledkem šťastného nalosovaní než kvalitního výkonu. Vzápětí ukončil sportovní kariéru. Věnuje se trenérské práci.

## Výsledky
| Turnaj             | 2007       | 2008       | 2009       | 2010       | 2011       | 2012       |
| Turnaj             | 24         | 25         | 26         | 27         | 28         | 29         |
| Turnaj             | lehká váha | lehká váha | lehká váha | lehká váha | lehká váha | lehká váha |
| ------------------ | ---------- | ---------- | ---------- | ---------- | ---------- | ---------- |
| Olympijské hry     |            | 1.         |            |            |            | 5.         |
| Mistrovství světa  | 1.         |            | —          | 19.        | 20.        |            |
| Mistrovství Evropy | 3.         | 1.         | —          | —          | —          | —          |